# Timoteij
Timoteij var en svensk popgrupp som bildades i december 2008 och som upplöstes i december 2016. Gruppen blandade influenser från svensk folkmusik och folkvisa i en modern egen form och bildades av fyra klasskamrater på Katedralskolan i Skara, alla med kombinerad sång och olika instrument. Från våren 2014 bestod gruppen av tre medlemmar efter att Johanna Pettersson hade lämnat gruppen. De har givit ut två album, tre EP, tio singlar, släppt fyra musikvideor och deltagit två gånger i Melodifestivalen.

## Historik
Gruppen (alla medlemmar födda 1991) bildades i december 2008 när de gick i samma klass på programmet Music and Production på Katedralskolan i Skara. Utbildningen var ett specialutformat estetiskt program.
Gruppen deltog i Melodifestivalen 2010 med låten "Kom". Vid deltävlingen den 20 februari tog sig låten direkt till finalen i Globen. I finalen startade gruppen som nummer fyra. De fick totalt 51 poäng av jurygrupperna och 44 poäng från tittarna (188 002 telefonröster), vilket totalt blev 95 poäng och en femteplats. "Kom" skrevs av Karl Eurén, Gustav Eurén och Niclas Arn. Timoteij beskrev sin musik som en blandning av pop, folkmusik och etno.
Den 19 juni 2010 framträdde gruppen på kronprinsessan Victorias och prins Daniels bröllop tillsammans med bland annat Molly Sandén. Gruppens medverkan på bröllopet meddelades den 22 april 2010.
Den 28 april 2010 gavs Timoteijs debutalbum Längtan ut. Albumet innehöll bland annat låten "Vända med vinden", som är en duett med Alexander Rybak, och gruppens melodifestivallåt "Kom". Under sommaren 2010 kom två elektroversioner av "Kom" på skivan Högt över ängarna.
De utsågs även till Årets skaraborgare 2010.
Den 15 maj 2011 gavs singeln "Het" ut.
Gruppen deltog i Melodifestivalen 2012 med låten "Stormande hav". De tävlade i den andra deltävlingen i Göteborg, där de tog sig vidare till Andra chansen i Nyköping den 3 mars 2012. Där vann de sin första duell mot Andreas Johnson, men slogs sedan ut i den andra duellen mot Top Cats.
Sommaren 2012 vann gruppen Tôrparpriset tillsammans med Filip Johansson.
Den 14 september 2012 medverkade Cecilia Kallin i Doobidoo med Per Andersson. De mötte Anne-Lie Rydé och Johannes Brost och vann.
Våren 2012 och 2013 gjorde Timoteij reklam för skomärket EXANI.
Den 27 januari 2013 medverkade bandet i Så ska det låta där de vann mot gruppen Calaisa.
I mars 2013 blev Timoteij ambassadörer för den svenska spelkonsolen Oriboo som lanserades av Movinto Fun AB.
Den 30 mars 2013 medverkade gruppen i Fångarna på fortet där de förlorade mot Saras supertjejer som bestod av Sara Sommerfeld, Sara Lumholdt, Jessica Andersson och Josefin Crafoord.
Våren 2014 lämnade Johanna Pettersson gruppen för att fokusera på en karriär inom dans.
I maj 2014 deltog gruppen i välgörenhetsevenemanget KändisGasten på Spökhotellet Gasten på Liseberg.
Sommaren 2015 vann gruppen Stikkanpriset.
De gjorde en turné i december 2016 när de meddelade att bandet skulle läggas ner, turnén avslutades med en avskedsspelning i Skara på nyårsafton 2016.

## TV-program

### Sverige
Timoteij har medverkat i totalt 17 svenska tv-program mellan 2010 och 2016.

### SVT
- Melodifestivalen
- Sommarlov[38][39][40]
- Flygande mattan[41]
- Allsång på Skansen
- Doobidoo (Endast Cecilia Kallin)
- Så ska det låta
- Förkväll[42]
- Fredagkväll med Malin[43]

### TV4
- Bingolotto
- Sommarkrysset
- Fångarna på fortet
- Lotta på Liseberg
- Jullotta på Liseberg[44]
- Nyhetsmorgon[45]
- Idol (Inofficiellt, endast Cecilia Kallin)[46]

### Kanal 5
- Vakna! med "THE VOICE"[47]
- Morrongänget[48]

### Irland
Timoteij medverkade i 2 irländska tv-program år 2015 då dom följde med sångerskan Erika Selin till Dublin.

### RTÈ
- Eurosong[49][50][51]
- The Late Late Show[52]

## Medlemmar

### 2008–2016
- Bodil Agnes Agneta Bergström, född 20 juni 1991 (33 år) i Skara – dragspel, sång
- Cecilia Ellen Kallin, född 4 december 1991 (33 år) i Falköping – gitarr, sång
- Elina Elisabet Thorsell, född 27 april 1991 (33 år) i Skövde – flöjt, sång

### 2008–2014
- Johanna Maria Pettersson, född 31 maj 1991 (33 år) i Tibro - fiol, sång

## Galleri

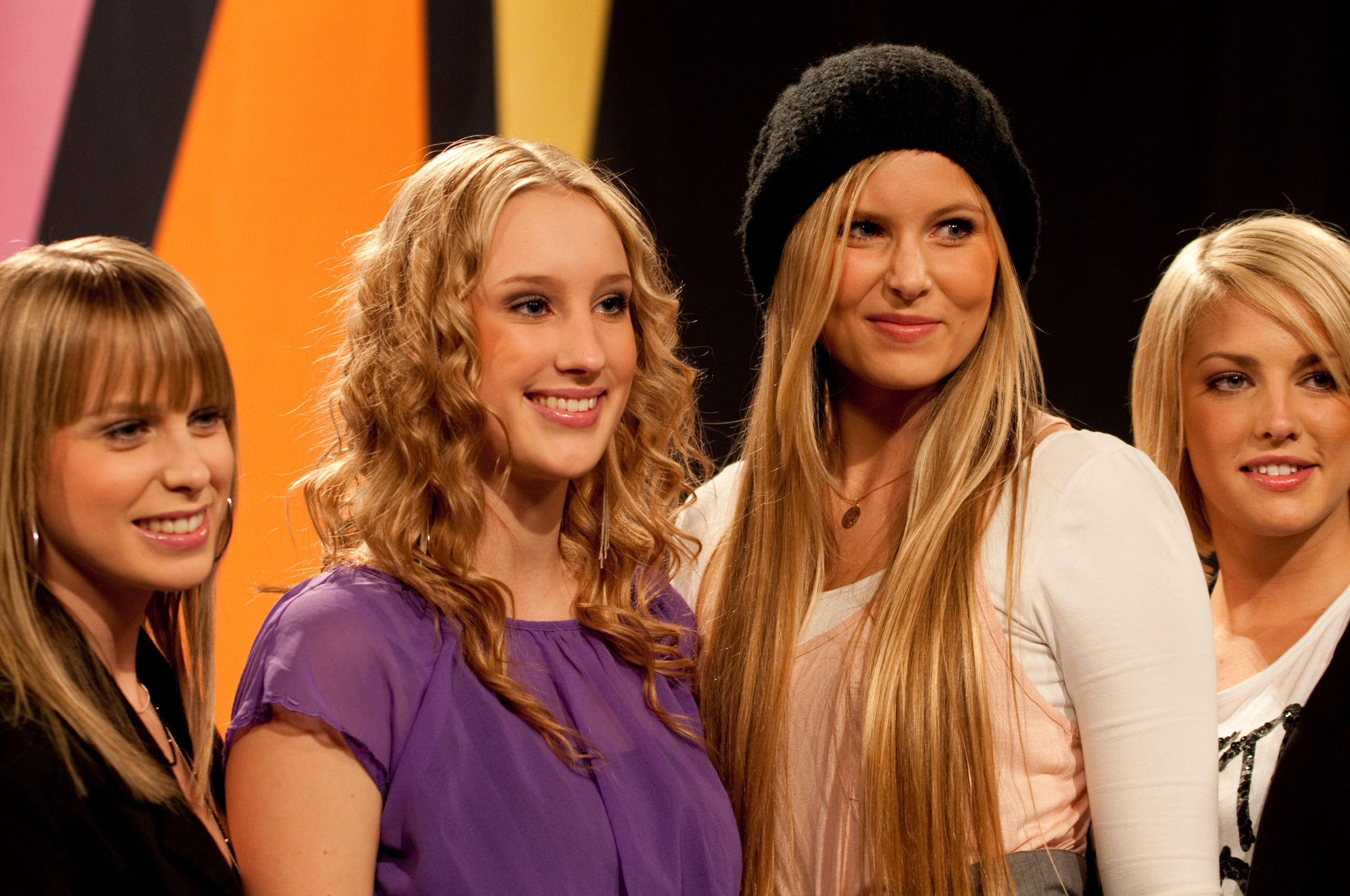
Timoteij inför Melodifestivalen 2010.
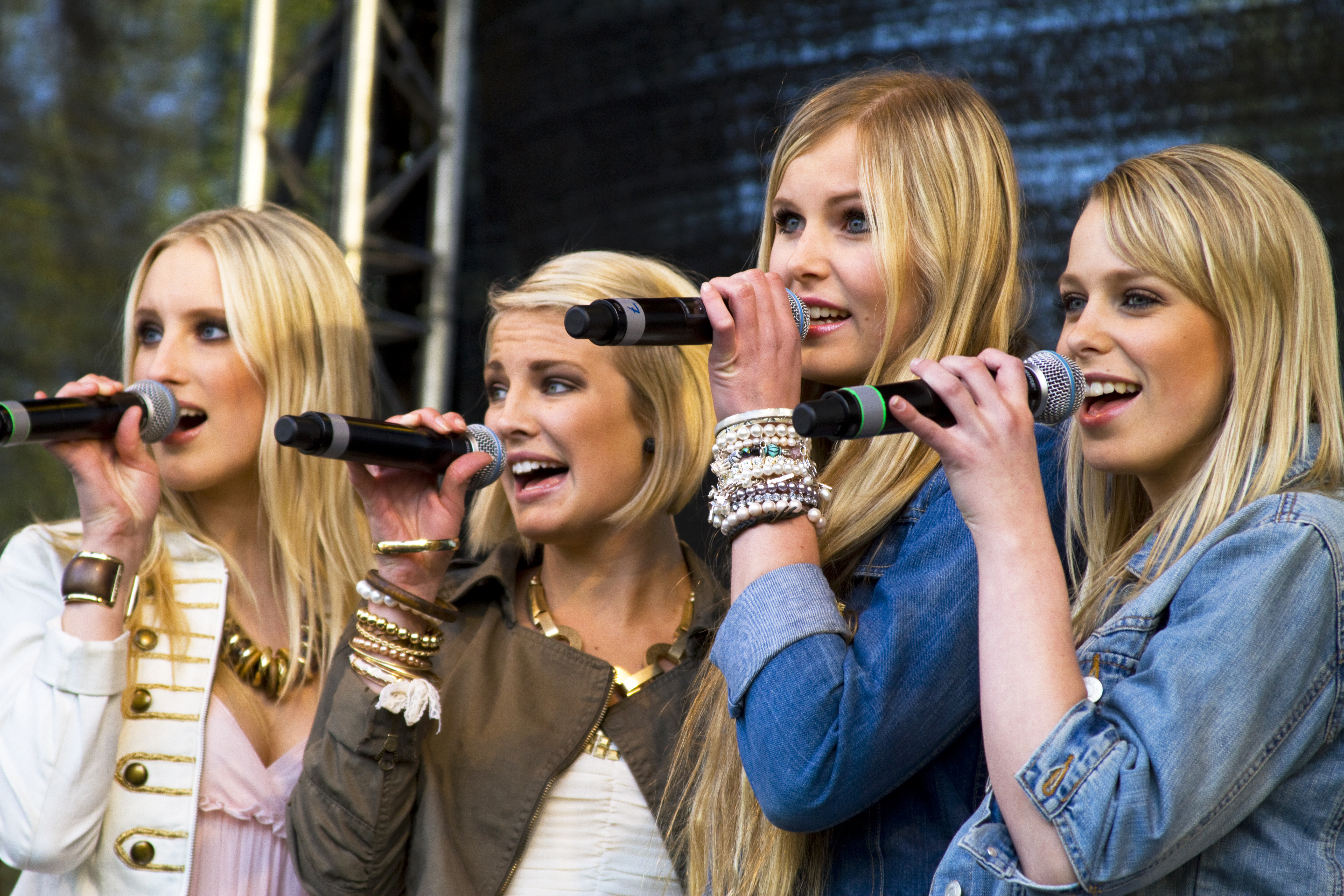
Timoteij i Gislaved sommaren 2010
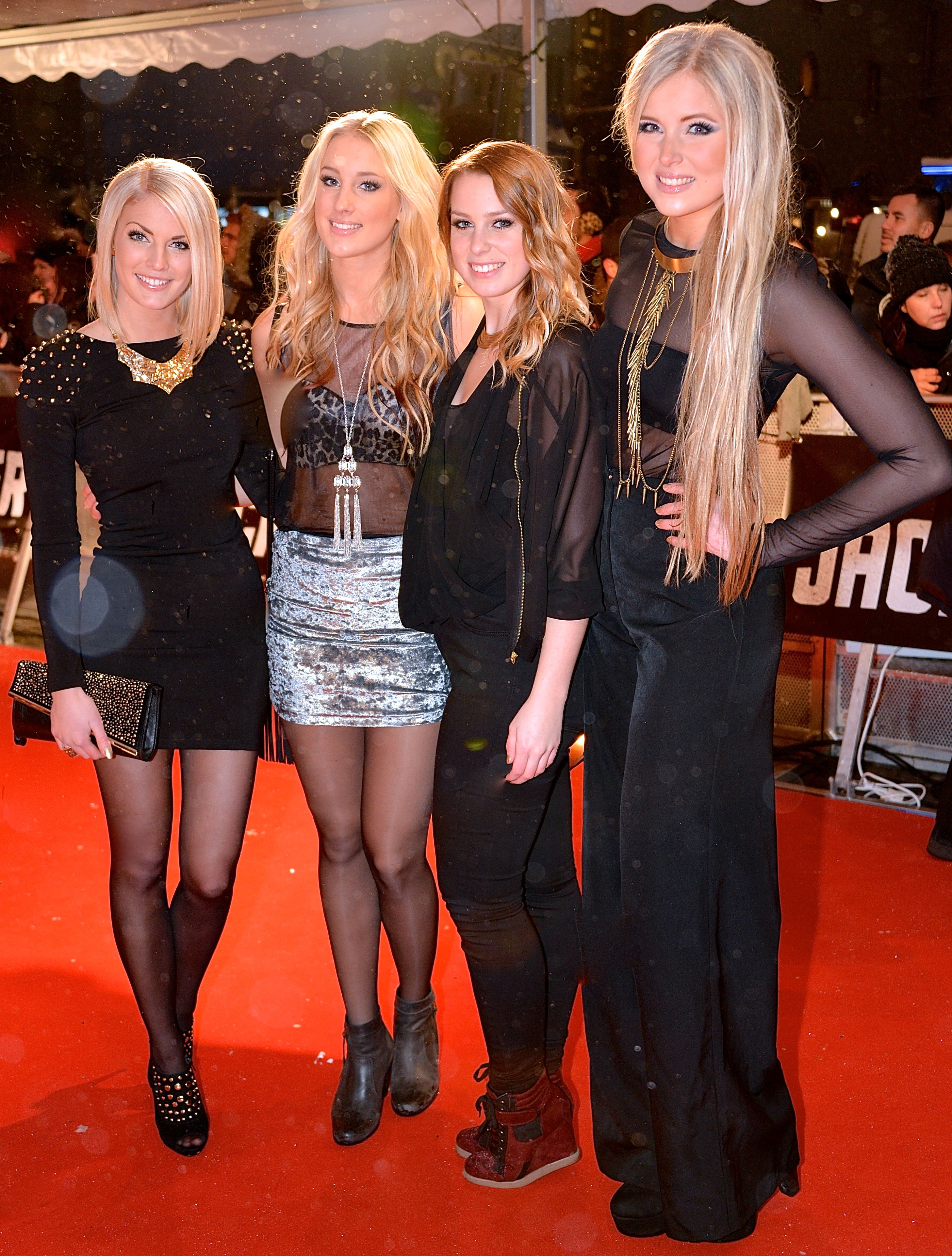
Timoteij i Stockholm 2012
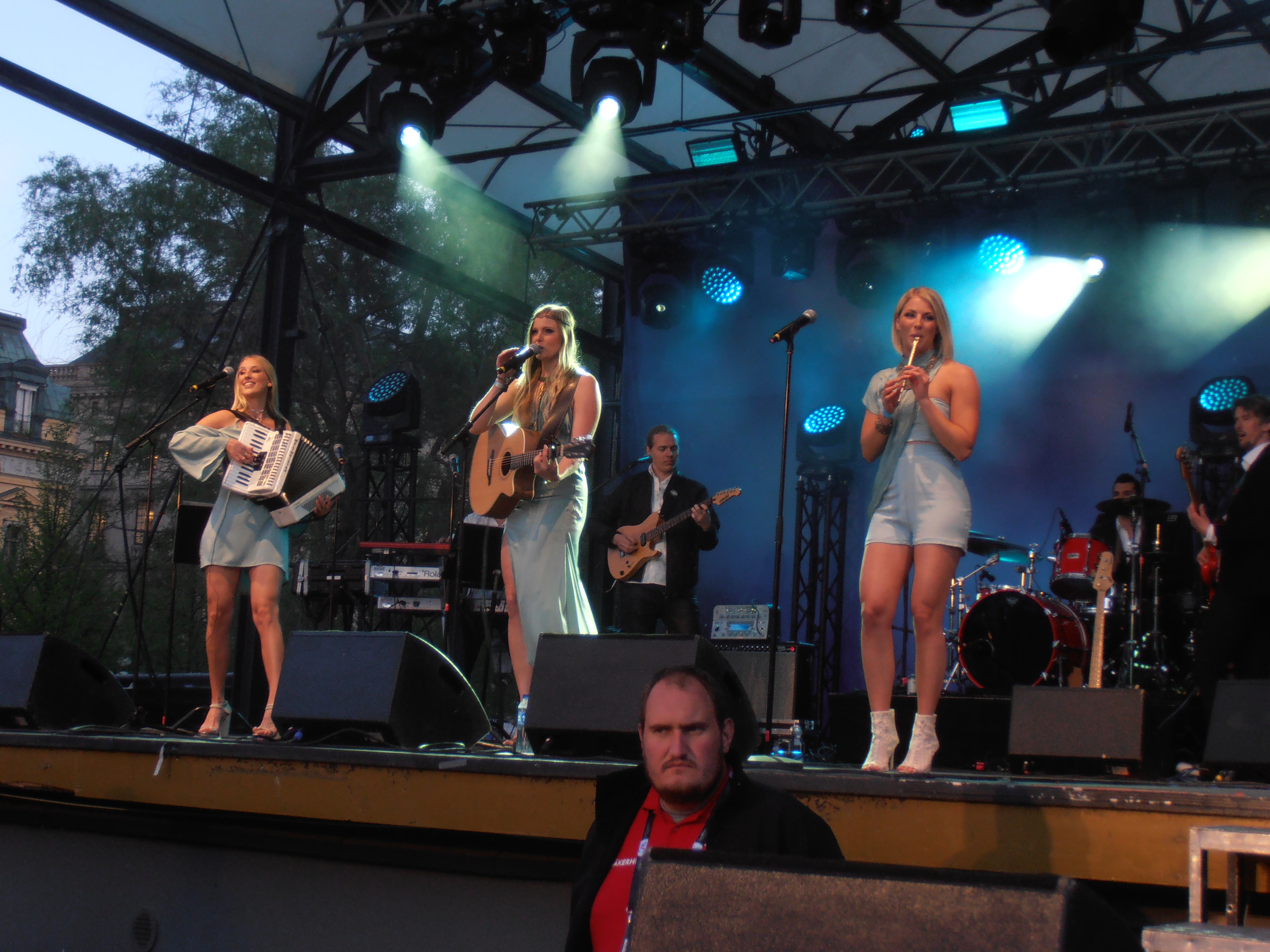
Timoteij 2016

## Musikvideor
Mellan den 1 och 4 mars 2009 spelade gruppen in en musikvideo på Malta som var avsedd för att bandet skulle kunna komma in på ett skivbolag. Videon släpptes aldrig.
Den 3 april 2011 släpptes en musikvideo till Erik Linders låt "Bara du och jag" där Elina Thorsell medverkade.
Den 2 maj 2011 spelade gruppen in en musikvideo till deras låt "Het" i Skara. Videon släpptes 20 maj 2011.
Mellan den 28 juli och 1 augusti 2013 spelade gruppen in en musikvideo till en engelsk version av deras låt "Kom" i skaraborgska miljöer för att kunna utlandslanseras. Videon släpptes aldrig.
I april 2014 spelade bandet in en live-covermusikvideo av låten "Play". Videon släpptes 23 april 2014.
I december 2014 spelade gruppen in en live-covermusikvideo av låten "Pompeii". Videon släpptes 24 december 2014.
Mellan den 9 och 15 januari 2015 spelade gruppen in en musikvideo i Jordanien till deras första engelsktextade låt "Wildfire". Videon släpptes 26 januari 2015.

## Diskografi

### Album
- Längtan (2010)
- Tabu (2012)

### Singlar
- Kom (2010)
- Högt över ängarna (2010)
- Het (2011)
- Stormande hav (2012)
- Tabu (2012)
- Ta mig till sommaren (2012)
- Faller (2012)
- Jag kommer hem till jul (2012)
- Wildfire (2015)
- Milky Way (2015)
- Never Gonna Be the Same Without You (2016)

### EP
- Ta mig till sommaren (2013)[56]
- Under Our Skin (2016)
- Come (2023) [Inspelad 2013-14]

### Samlingsalbum gruppen medverkar på
- Melodifestivalen 2010 (2010)
- Grillparty (2010)
- Melodifestivalen 2012 (2012)
- 100% sommar (2012)
- Midsommarklassiker (2020)

## Melodier på svensktoppen
- "Kom" (2010)
- "Stormande hav" (2012)